# Poncione Rosso
Poncione Rosso är en bergstopp i Schweiz.   Den ligger i distriktet Locarno och kantonen Ticino, i den sydöstra delen av landet, 130 km sydost om huvudstaden Bern. Toppen på Poncione Rosso är 2 505 meter över havet, eller 405 meter över den omgivande terrängen. Bredden vid basen är 12,0 km.
Terrängen runt Poncione Rosso är huvudsakligen mycket bergig. Närmaste större samhälle är Biasca, 8,1 km nordost om Poncione Rosso. 
Trakten runt Poncione Rosso består i huvudsak av gräsmarker. Runt Poncione Rosso är det ganska tätbefolkat, med 86 invånare per kvadratkilometer.